# Gregorios Taronites (Rebell)
Gregorios Taronites (mittelgriechisch Γρηγόριος Ταρωνίτης; * um 996/997 in Dyrrhachion?; † nach 1050) war ein byzantinischer Patrikios und Rebell gegen Kaiser Michael IV.

## Leben
Gregorios Taronites war möglicherweise ein Sohn des Aschot Taronites, der nach der Schlacht von Thessaloniki 995 in bulgarische Gefangenschaft geraten, kurz darauf mit der Tochter des Zaren Samuil verheiratet worden und als Gouverneur von Dyrrhachion wieder zu den Byzantinern übergelaufen war. Spätestens seit 1020 trug Gregorios den Titel eines Patrikios. Im Jahr 1040 zettelte er in der kaiserlichen Domäne Mesanakta (Dipotamon, nicht genau lokalisierbarer Ort in Phrygien) mit Unterstützung von Michael Gabras und Theodosios Mesanyktes einen Aufstand der Tagmata gegen den Megas Domestikos Konstantinos, einen Bruder Kaiser Michaels IV., an. Konstantinos schlug die Rebellion gewaltsam nieder. Während er Gabras und Mesanyktes zur Strafe blenden ließ, wurde Gregorios in eine Bullenhaut gesteckt und an den Hof in Konstantinopel vor den Regenten Johannes Orphanotrophos geschickt. Sein weiteres Schicksal ist unbekannt, doch scheint er spätestens unter Kaiser Konstantin IX. rehabilitiert worden zu sein, denn auf einem Siegel von 1050 erscheint ein Gregorios Taronites als Magistros, Vestarch, Krites und Dux des Themas Optimaton.